# Metapolitefsi
La Metapolitefsi (in greco Μεταπολίτευση?, IPA: [metapoˈlitefsi], " cambio di regime") è stato il periodo della storia greca moderna che va dalla caduta della giunta militare di Papadopoulos al periodo di transizione poco dopo le elezioni parlamentari del 1974.
La metapolitefsi fu innescata dal piano di liberalizzazione del dittatore militare Georgios Papadopoulos, a cui si opposero politici di spicco come Panagiotis Kanellopoulos e Stefanos Stefanopoulos, e fermato dalla massiccia rivolta del Politecnico di Atene contro la giunta militare. Il controgolpe di Dimitrios Ioannides e il suo fallito colpo di Stato contro il presidente di Cipro Makarios III, che portò all'invasione turca di Cipro, abbatterono la dittatura.
La nomina del “governo di unità nazionale” ad interim, guidato dall'ex primo ministro Konstantinos Karamanlis, vide la legalizzazione del Partito Comunista (KKE) e la fondazione del partito di centrodestra ma pur sempre parlamentare (non militare) di Nuova Democrazia, che vinse le elezioni del 1974.

## Contesto

### Il fallito processo di liberalizzazione di Papadopoulos
A seguito di un referendum truccato alla fine di luglio 1973 che ratificò a larga maggioranza la Costituzione greca del 1973, in base alla quale la monarchia greca veniva abolita e la Grecia diventava una repubblica presidenziale, Georgios Papadopoulos, il capo della giunta militare che prese il potere nel 1967, divenne Presidente della Grecia. Poco dopo, nel settembre 1973, Papadopoulos avviò un tentativo di avviare un processo di liberalizzazione, noto anche come Esperimento Markezinis, un obiettivo di legittimare il suo governo e di riabilitare la sua immagine internazionale, e soprattutto europea, emarginato dopo sei anni di dittatura durante la quale si autonominò a una moltitudine di posizioni governative di alto livello tra cui Reggente, Primo Ministro, Ministro della Difesa e Ministro dell'Interno. Questi eccessi ebbero l'effetto di minare ulteriormente la sua credibilità e la serietà del suo regime sia in patria che all'estero. Fiducioso della sua presa di potere, chiese le dimissioni dei 13 militari nel suo gabinetto, sciolse il "consiglio rivoluzionario" che aveva governato la Grecia dall'inizio del colpo di Stato, e nominò Spyros Markezinis Primo Ministro della Grecia, affidandogli il compito di condurre la Grecia al governo parlamentare. Ciò nonostante, secondo la Costituzione greca del 1973, i poteri presidenziali erano di gran lunga superiori a quelli del parlamento.
A condizione che Papadopoulos riducesse qualsiasi interferenza militare che potesse ostacolare il processo, Spyros Markezinis era l'unico politico della vecchia guardia pronto ad accompagnare la controversa missione di aiutare la transizione verso una qualche forma di governo parlamentare. Dopo essersi assicurato i poteri presidenziali quasi dittatoriali con la nuova costituzione, Papadopoulos non solo acconsentì ma ordinò un'ampia gamma di misure di liberalizzazione, tra cui l'abolizione della legge marziale, l'allentamento della censura e il rilascio di tutti i prigionieri politici. Anche la musica a lungo bandita di Mikis Theodorakis fu rimessa in onda. L'abolizione della censura, "creò un clima politico e culturale positivo che consentiva ampi margini per la circolazione pluralistica delle idee". Furono prodotte decine di nuove pubblicazioni che coprivano un ampio spettro ideologico e le principali questioni dell'epoca come la guerra del Vietnam, la Rivoluzione culturale, la crisi sino-sovietica, la morte di Che Guevara e le proteste studentesche del 1968 in Francia e in Italia furono ampiamente coperte. Ciò ebbe l'effetto di portare un ampio segmento della gioventù greca "a contatto con le opere più significative del pensiero radicale storico e contemporaneo marxista, anarchico e borghese".
Poco dopo furono annunciate le elezioni, apparentemente libere, che si sarebbero tenute nel 1974, alle quali avrebbero dovuto partecipare le formazioni politiche che includevano parte della sinistra tradizionale, ma non il Partito Comunista di Grecia (che era stato bandito durante la guerra civile greca).
Papadopoulos non riuscì a convincere la parte migliore della vecchia élite politica, compresi i politici come Panagiotis Kanellopoulos e Stefanos Stefanopoulos, a partecipare al suo tentativo di liberalizzazione. La maggior parte dei politici della vecchia guardia non poteva tollerare il fatto che alcuni dei loro colleghi fossero rimasti esclusi dal processo politico. Inoltre, erano contrari alla concentrazione dei poteri delegati al Presidente, e risentivano di essere stati demonizzati dalla giunta di Papadopoulos come palaiokommatistes (che significa vecchi uomini di partito) durante i sei anni precedenti. Infatti Kanellopoulos, che fu primo ministro della Grecia quando fu deposto dalla giunta del 1967, rimase fermamente contrario a qualsiasi forma di cooperazione con il regime durante gli anni della dittatura.

### La rivolta del Politecnico di Atene del 1973
Il passaggio da una forma di governo all'altra, soprattutto dalla dittatura alla democrazia, risulta tipicamente arduo e carico di incertezza e ansia per il Paese che lo intraprende. La transizione della Grecia non fu diversa poiché i militari, le élite politiche e gli studenti cercarono di affermare le loro rispettive posizioni nella società. In particolare, il movimento studentesco in Grecia era stato represso dalla dittatura e gli attivisti studenteschi erano stati emarginati e repressi in nome dell'anticomunismo. Il primo attivismo studentesco durante la dittatura incluse l'auto-immolazione nel 1970 dello studente di geologia Kostas Georgakis a Genova per protestare contro la giunta. La sua azione servì a dimostrare la profondità della resistenza e del risentimento contro il regime.
L'attivismo studentesco in Grecia era tradizionalmente forte e, a differenza di alcune dittature in cui la democrazia era un sogno lontano, aveva una lunga e consolidata esperienza di azione in tempi democratici e, elemento più importante, possedeva la memoria dell'azione democratica passata. Inoltre, i rigidi vincoli imposti dalla rigida e artificiale transizione di Papadopoulos al corpo politico democratico della Grecia inimicarono non solo i politici ma anche l'intellighenzia, i cui principali esponenti erano gli studenti.
Non a caso, nel novembre 1973, scoppiò la rivolta del Politecnico di Atene, iniziata con le consuete tattiche di protesta studentesca come le occupazioni edilizie e delle trasmissioni radiofoniche. Si ritiene che la rivolta studentesca sia stata spontanea e non orchestrata da nessun particolare gruppo politico in Grecia. In effetti, una piccola rivolta l'aveva preceduta due settimane prima alla Facoltà di Giurisprudenza di Atene ed era ancora attiva anche mentre si svolgevano gli eventi al Politecnico.
A differenza di un precedente sciopero nella Facoltà di Giurisprudenza di Atene nel febbraio 1973, prima del tentativo di liberalizzazione, in cui il regime negoziò a lungo con gli studenti e dove fu evitato lo spargimento di sangue, nel novembre 1973 il regime non fece alcun tentativo di negoziare con gli studenti. Allo stesso tempo, gli studenti che presero parte alla manifestazione più piccola della scuola di legge si trasferirono al Politecnico, nel mentre che gli eventi prendevano slancio.
In tempi normali (democratici), una tale protesta sarebbe stata potenzialmente disinnescata con l'uso di tattiche basate su consueti precedenti storici come i negoziati con i capi studenteschi, e, in mancanza di ciò, ricorrendo all'uso di normali metodi di controllo della folla seguiti da più negoziati, come aveva fatto il regime con gli studenti di Legge alcune settimane prima.
Tuttavia, questa protesta studentesca avvenne nel mezzo dell'incerto esperimento politico di transizione dalla dittatura alla democrazia. Dato che Papadopoulos, principale artefice della transizione, non aveva molta esperienza nelle transizioni democratiche, il suo piano di liberalizzazione fu deragliato quando gli studenti e, in seguito, i lavoratori, usarono la liberalizzazione per iniziare la loro rivolta, e ciò costrinse il regime di Papadopoulos a reprimere duramente le proteste, una mossa che screditò la stessa liberalizzazione che Papadopoulos stava cercando di attuare.
Non riuscendo a negoziare, la giunta fece degli studenti del Politecnico dei martiri. Questo a sua volta diede slancio alla protesta studentesca e alla fine si evolse in una manifestazione quasi universale contro la dittatura. A quel punto, il governo di transizione fu preso dal panico, con l'invio di un carro armato a sfondare i cancelli del Politecnico di Atene. Poco dopo, lo stesso Markezinis ebbe l'umiliante compito di chiedere a Papadopoulos di ripristinare la legge marziale. Le proteste studentesche furono il primo segnale che il tentativo di "liberalizzazione" di Papadopoulos in Grecia stava fallendo.
Le contraddizioni intrinseche del colpo di Stato, accuratamente soppresse durante la dittatura, divennero molto più visibili durante il tentativo di democratizzazione del regime. Nel suo stridente anticomunismo, la giunta fu osteggiata da ampi settori della società greca che desideravano superare il trauma della guerra civile greca. Papadopoulos doveva essere divisivo e anticomunista fin dall'inizio perché altrimenti il suo colpo di Stato non avrebbe avuto senso. Il suo tentativo di liberalizzazione venne deragliato, in parte, proprio per questa ragione.
Gli eventi al Politecnico di Atene si svolsero esattamente come avevano sperato i membri più fedeli della dittatura. Il generale di Brigata Dimitrios Ioannides, capo di una giunta all'interno della giunta, disprezzava Papadopoulos e la sua presunta mossa verso la democrazia e di ricerca di una politica estera più indipendente dagli Stati Uniti. Le condizioni per il rovesciamento di Papadopoulos da parte di Ioannides divennero più facili perché Papadopoulos non credette a Markezinis e ad altri nella sua cerchia quando fu avvertito dei piani di Ioannides di rovesciarlo. Infatti la risposta di Papadopoulos a Markezinis fu: "Mimis [soprannome per Dimitrios, nome di battesimo di Ioannides] è un "Arsakeiás", non farebbe mai una cosa del genere ". "Arsakeiás", in greco, è una studentessa dell'Arsakeio, una severa scuola tutta femminile di Atene ai tempi di Papadopoulos, e metafora di una "ragazza tranquilla e timida".

### Controgolpe di Ioannides del 1973
Ioannides, un intransigente disaffezionato e un uomo con un passato antidemocratico, colse l'occasione e il 25 novembre 1973 usò la rivolta come pretesto per organizzare un controgolpe che rovesciò Papadopoulos e mise bruscamente fine al tentativo di Markezinis di passare al governo democratico. In effetti, il suo colpo di Stato era stato pianificato mesi prima degli eventi al Politecnico.
Il coinvolgimento di Ioannides nell'incitare i comandanti delle unità delle forze di sicurezza a commettere atti criminali durante la rivolta del Politecnico di Atene, in modo che potesse facilitare il suo imminente colpo di Stato, fu notato nell'atto di accusa presentato alla corte dal pubblico ministero durante i processi della giunta e nella sua successiva condanna nel processo nel Polytechneion dove fu considerato di essere stato moralmente responsabile degli eventi.
Durante il colpo di Stato di Ioannides le trasmissioni radiofoniche, seguendo lo scenario ormai familiare del golpe in atto caratterizzato da musiche marziali intervallate da ordini militari e annunci di coprifuoco, continuavano a ripetere che l'esercito stava riprendendo le redini del potere per salvare i principi della rivoluzione del 1967 e che il rovesciamento del governo Papadopoulos-Markezinis era sostenuto dall'esercito, dalla marina e dall'aviazione.
Allo stesso tempo annunciarono che il nuovo colpo di Stato era una "prosecuzione della rivoluzione del 1967" e accusarono Papadopoulos di "allontanarsi dagli ideali della rivoluzione del 1967" e "spingere il paese verso il governo parlamentare troppo rapidamente".
Ioannides procedette all'arresto di Markezinis e Papadopoulos, annullò le elezioni previste per il 1974, ripristinò la legge marziale e nominò un governo fantoccio guidato dal vecchio membro della giunta generale Faidōn Gkizikīs come nuovo presidente, e civile, e dal vecchio membro del gabinetto della giunta Papadopoulos, Adamantios Androutsopoulos come primo ministro.
A differenza di Papadopoulos, Ioannides non era particolarmente interessato ai processi legali o democratici. Era preparato per una dittatura di trenta o più anni. Essendo un dittatore più ortodosso e pensando in termini più semplici di Papadopoulos, risolse il dilemma su come ottenere una transizione democratica abbandonandone completamente il piano.
Prima di prendere il potere, Ioannides preferì lavorare in secondo piano e non ricoprì mai alcun incarico formale nel governo della giunta. Riflettendo sulla sua inclinazione alla segretezza, la stampa lo descrisse come il dittatore invisibile.  Da allora governò la Grecia dall'ombra, ed era de facto il capo di un regime fantoccio composto da alcuni membri che erano stati radunati dai soldati dell'ESA delle jeep in movimento per prestare servizio e altri che erano stati scelti semplicemente per errore. Adamantios Androutsopoulos, il nuovo primo ministro della giunta, fu descritto come una non entità politica dal New York Times. Nonostante le sue dubbie origini, la nuova giunta perseguì un'aggressiva repressione interna e una politica estera espansionistica.
Durante le sue frequenti conferenze stampa durante il suo governo, Papadopoulos usava spesso la figura del paziente in una metafora per descrivere il suo assalto al corpo politico della Grecia. Solitamente rispondeva alle domande sul tema della transizione democratica dalla stampa facendo riferimento all'analogia del paziente in modo umoristico e gioviale. Diceva di aver messo la paziente (Grecia) in un calco ("ασθενή στον γύψο " letteralmente: paziente nel gesso) in modo da poter fissare la sua struttura scheletrica (sottintendendo quella politica). Tipicamente il "medico" doveva operare il "paziente" ponendo dei vincoli al "paziente", legandolo su un lettino chirurgico per eseguire l'"operazione" in modo che la vita del "paziente" non fosse "in pericolo" durante l'operazione. Al di là di tale analogia, Papadopoulos indicò almeno la sua intenzione di porre fine al governo militare una volta che il sistema politico si fosse ripreso con sua soddisfazione e che il trattamento sarebbe progredito su qualche base legale e politica.
Infatti Papadopoulos aveva indicato già nel 1968 di desiderare un processo di riforma e aveva persino tentato di contattare all'epoca Markezinis. Pertanto tentò rapidamente di avviare le riforme nel 1969 e nel 1970, per poi tuttavia essere ostacolato dagli intransigenti tra cui Ioannides. Infatti, dopo il suo tentativo fallito di riforma nel 1970, minacciò di dimettersi e venne dissuaso solo dopo che gli estremisti gli rinnovarono la loro fedeltà personale.
Al contrario, Ioannides non parlava con la stampa e non offriva alcuna analogia per il suo trattamento proposto. Ma attraverso le sue azioni si può determinare che l'analogia del paziente nel gesso non serviva più ai suoi scopi. Ioannides quindi abbandonò l'analogia che Papadopoulos offrì e presentò una dichiarazione politica che nessuna transizione democratica avrebbe avuto luogo durante il suo mandato al potere. Ciò indicava anche che Ioannides non era preoccupato per le formalità legali. Era un "dittatore spietato che rovesciò la giunta [di Papadopoulos] poiché troppo liberale". Ioannides era considerato un "purista e moralista, un sorta di Gheddafi greco". All'epoca, la rivista Time descrisse Ioannides come "un rigido e puritano xenofobo - che non è mai stato fuori dalla Grecia o da Cipro - che avrebbe potuto tentare di trasformare la Grecia in un equivalente europeo della Libia di Muammar Gheddafi".

#### EAT/ESA: la tortura dei dissidenti
(— Dottrina operativa dell'ESA)
La giunta di Ioannides si mosse rapidamente per soffocare qualsiasi dissenso, re-istituendo e accelerando misure repressive come la censura, le espulsioni, le detenzioni arbitrarie e le torture, descritte come tra le più dure mai imposte in Grecia, e guadagnando alla giunta una reputazione internazionale come stato di polizia. Il principale strumento di terrore di Ioannides fu la polizia militare greca (chiamata EAT/ESA, in greco: ΕΑΤ/ΕΣΑ: Ειδικόν Ανακριτικόν Τμήμα Ελληνικής Στρατιωτικής Αστυνομίας tradotto come: Sezione speciale istruttoria della polizia militare greca). Il centro di tortura EAT/ESA di Atene era descritto come il "luogo che fece tremare la Grecia". L'EAT/ESA avrebbe potuto arrestare chiunque, anche ufficiali superiori, e da ciò si generò il detto popolare "Qualsiasi uomo dell'ESA è uguale a un maggiore dell'esercito". Anche Papadopoulos, che nel 1969 firmò la legge che conferiva "poteri legali straordinari" all'ESA, la utilizzò contro di lui nel 1973 durante il colpo di Stato di Ioannides. Artisti, pittori, intellettuali che avevano pubblicamente espresso sentimenti anti-giunta o che avevano creato un'opera che criticava la dittatura, erano rinviati ai centri EAT/ESA, usati per intimidire i dissidenti e diffondere la paura del dissenso.
Le persone erano trattenute e segregate senza che l'EAT/ESA avvisasse nessuno per settimane o mesi, e alla fine, da allora in poi, fu consentita solo una comunicazione limitata con le loro famiglie attraverso la Croce Rossa greca. La musica ad alto volume risuonava dai centri di detenzione per sopprimere le urla delle vittime." Le tecniche di tortura includevano la privazione del sonno,fame, percosse, e il ricatto psicologico che coinvolgeva i membri della famiglia. L'intensità della violenza era tale che dopo le sessioni di tortura potevano verificarsi lesioni cerebrali, come sperimentato dal maggiore dell'esercito greco Spyros Moustaklis, che rimase parzialmente paralizzato e incapace di parlare per il resto della sua vita dopo 47 giorni di tortura.

### Fallito colpo di Stato cipriota del 1974
Dopo aver terrorizzato con successo la popolazione, la nuova giunta cercò di realizzare le sue ambizioni di politica estera lanciando un colpo di Stato militare contro il presidente Makarios III di Cipro. Gizikis, come di consueto, fu obbligato emettendo l'ordine per il colpo di Stato per conto di Ioannides.
Makarios, che era all'epoca sia arcivescovo che presidente di Cipro fu deposto da un colpo di Stato militare il 15 luglio 1974 e sostituito da Nikos Sampson. Tuttavia, il colpo di Stato fallì quando la Turchia reagì con l'operazione Attila il 20 luglio avviando l'invasione di Cipro.
Questo disastro militare e politico per la Grecia e Cipro portò a migliaia di morti e centinaia di migliaia di profughi greco-ciprioti, traumatizzò profondamente il corpo politico greco a lungo termine e fu l'ultima goccia per Ioannides che aveva già istigato o partecipato a tre colpi di stato in sette anni, un record nella storia greca moderna, con risultati catastrofici per entrambi i paesi.

## Paralisi post-invasione del 1974
Subito dopo l'invasione turca di Cipro i dittatori, non aspettandosi un esito così disastroso, decisero finalmente che l'approccio di Ioannides fosse catastrofico per gli interessi del paese. La logica completa per le loro azioni successive, fino ad oggi, non è nota. L'analisi delle loro motivazioni può migliorare con il tempo man mano che emergono nuovi dettagli, ma sembra che i membri della giunta si siano resi conto che il governo di Androutsopoulos non poteva affrontare efficacemente la duplice crisi del conflitto di Cipro e dell'economia. Androutsopoulos, descritto come una non entità politica, non ebbe il potere di negoziare efficacemente una fine onorevole della crisi di Cipro. È stato riportato che il presidente Gizikis comprese finalmente la necessità di un governo forte che potesse negoziare efficacemente la fine del conflitto di Cipro.
Nelle prime ore della crisi di Cipro, i segnali di panico e l'indecisione nel governo della giunta erano chiaramente evidenti dalla reazione dell'opinione pubblica greca che nel mentre faceva irruzione nei supermercati e nei negozi di alimentari in tutta la Grecia, per il timore di una guerra totale con la Turchia e intuendo l'incapacità della giunta di governare. A ciò si aggiunsero gli ansiosi tentativi dei membri della giunta di comunicare e cedere il potere agli stessi membri dell'establishment democratico greco che avevano demonizzato, diffamato e calunniato come palaiokommatistes (ovvero vecchi uomini del sistema partitico) durante la dittatura.
La giunta aveva anche lavorato duramente durante i sette anni al potere per creare una Nuova Grecia (Νέα Ελλάδα) sotto lo slogan di Ellas Ellinon Christianon (tradotto come Grecia dei Greci Cristiani) completamente priva di qualsiasi legame con il vecchio sistema dei partiti e dei suoi politici. Ora erano pronti a rinunciare a questa visione a quella stessa vecchia guardia che avevano diffamato.
Questo paradosso è al centro del fenomeno noto come Metapolitefsi. Ci sono due possibili considerazioni che potrebbero aiutare a risolvere questo paradosso. In primo luogo, a causa del rischio di una guerra imminente con la Turchia, non c'era spazio per i negoziati durante la transizione dal governo militare a quello politico. La seconda ragione rilevava che, poiché i militari avevano fallito in un'area, mostrando una scarsa organizzazione durante i preparativi di guerra e, alla fine, non riuscendo a proteggere Cipro dall'invasione, persero anche ciò che restava del loro peso politico e non furono quindi in grado di resistere alle richieste dei politici. Il secondo paradosso fu la lenta risposta di Karamanlis nel ripulire i militari dagli elementi della giunta. Sebbene l'esercito fosse politicamente molto debole all'epoca, Karamanlis procedette con grande cautela nell'eliminare i sostenitori della giunta ancora rimasti all'interno dell'esercito. Il secondo paradosso si spiega con il fatto che all'epoca, a causa della crisi di Cipro, Karamanlis non volle procedere con misure che avrebbero abbassato il morale dell'esercito, e quindi indebolito i militari, in un momento di crisi con la Turchia.

### Rinuncia al potere della giunta
Dopo l'invasione di Cipro da parte dei turchi, i dittatori abbandonarono alla fine Ioannides e le sue politiche. Il 23 luglio 1974, il presidente Gizikis convocò una riunione di politici della vecchia guardia, tra cui Panagiotis Kanellopoulos, Spyros Markezinis, Stephanos Stephanopoulos, Evangelos Averoff e altri. All'incontro parteciparono anche i vertici delle forze armate. L'agenda era quella di nominare un governo di unità nazionale con il mandato di guidare il paese alle elezioni e allo stesso tempo di districare onorevolmente la Grecia da uno scontro armato con la Turchia. Gizikis propose, in un primo momento, che i ministeri chiave della Difesa, dell'Ordine Pubblico e degli Interni fossero controllati dai militari, ma questa idea fu sommariamente respinta.
L'ex primo ministro Panagiotis Kanellopoulos fu originariamente suggerito come capo del nuovo governo ad interim. Era il legittimo Primo Ministro originariamente deposto dalla dittatura e un distinto politico veterano che aveva ripetutamente criticato Papadopoulos e il suo successore. Furiose battaglie erano ancora in corso nel nord di Cipro e il confine della Grecia con la Turchia in Tracia era teso quando i greci scesero in piazza in tutte le principali città, celebrando la decisione della giunta di rinunciare al potere prima che la guerra a Cipro potesse estendersi in tutto l'Egeo. I colloqui ad Atene, però, non stavano andando da nessuna parte con l'offerta di Gizikis a Panayiotis Kanellopoulos di formare un governo.
Tuttavia, dopo che tutti gli altri politici se ne andarono senza prendere una decisione, Evangelos Averoff rimase nella sala riunioni. Telefonò a Karamanlis a Parigi per aggiornarlo sugli sviluppi e sollecitarlo a tornare in Grecia e, in seguito alla chiamata, ingaggiò ulteriormente Gizikis. Insistette sul fatto che Costantino Karamanlis, primo ministro della Grecia dal 1955 al 1963, fosse l'unica personalità politica in grado di guidare un governo di transizione di successo, tenendo conto delle nuove circostanze e dei pericoli sia all'interno che all'esterno del paese. Gizikis e i capi delle forze armate inizialmente espressero riserve, ma alla fine si convinsero delle argomentazioni di Averoff. L'ammiraglio Arapakis fu il primo, tra i capi militari partecipanti, ad esprimere il suo sostegno a Karamanlis. Dopo l'intervento decisivo di Averoff, Gizikis telefonò a Karamanlis nel suo appartamento di Parigi e lo pregò di tornare. Karamanlis inizialmente esitò, ma Gizikis gli promise che i militari non avrebbero più interferito negli affari politici della Grecia. Altri membri della giunta si unirono a Gizikis nel suo impegno.
Durante il suo soggiorno in Francia, Karamanlis fu una spina nel fianco della giunta perché possedeva la credibilità e la popolarità che mancavano sia in Grecia che all'estero e criticandola anche spesso. Fu chiamato a porre fine al suo esilio autoimposto e a riportare la Democrazia nel luogo dove era stata originariamente creata.
Alla notizia del suo imminente arrivo, l'acclamante folla ateniese scese in strada cantando: "Ερχεται! αι!" "Ecco che arriva! Eccolo che arriva!" Celebrazioni simili scoppiarono in tutta la Grecia. Anche gli ateniesi, a decine di migliaia, si recarono all'aeroporto per salutarlo.

### Giuramento di Karamanlis
Il 23 luglio 1974 Karamanlis tornò ad Atene col jet presidenziale Mystère 20 messo a sua disposizione dal presidente francese Valéry Giscard d'Estaing, un caro amico personale. Alle 4 del mattino del 24 luglio 1974, Karamanlis prestò giuramento come Primo Ministro della Grecia dall'arcivescovo Seraphim di Atene, con Gizikis presente alla cerimonia. Successivamente, Gizikis rimase temporaneamente al potere per ragioni di continuità giuridica.
Nonostante si trovasse di fronte a una situazione politica intrinsecamente instabile e pericolosa, che lo costrinse a dormire a bordo di uno yacht sorvegliato da un cacciatorpediniere navale per diverse settimane dopo il suo ritorno, Karamanlis si mosse rapidamente per disinnescare la tensione tra Grecia e Turchia, che era arrivata sull'orlo di guerra per la crisi di Cipro e avviò il processo di transizione dal governo militare a una democrazia pluralista.

## Metapolitefsi

### Strategia di democratizzazione
Gli eventi che portarono alla metapolitefsi e le tradizionali debolezze delle istituzioni politiche e sociali greche non favorirono una strategia globale verso la democrazia. La società civile non era preparata ad articolare una strategia di transizione "dal basso" e i gruppi di resistenza erano frammentati, nonostante il loro fascino politico. Pertanto il processo di transizione divenne un progetto "dall'alto", il cui peso dovette ricadere sulle spalle di Karamanlis.
Karamanlis legalizzò dapprima il Partito Comunista di Grecia (KKE) che era stato costantemente demonizzato dalla giunta, usando questa mossa politica come elemento di differenziazione tra la rigidità della giunta sulla questione che tradiva il suo totalitarismo e il suo approccio da realpolitik affinato da anni di pratica della democrazia. La legalizzazione del Partito Comunista fu anche intesa come un gesto di una politica di inclusione e di riavvicinamento. Allo stesso tempo, Karamanlis liberò anche tutti i prigionieri politici e graziò tutti i crimini politici contro la giunta. Questo approccio fu accolto calorosamente dal popolo, a lungo stanco delle polemiche divisive della giunta. Seguendo il proprio tema della riconciliazione adottò anche un approccio misurato per rimuovere collaboratori e funzionari della dittatura dalle posizioni che ricoprivano nella burocrazia governativa e, volendo inaugurare ufficialmente al più presto la nuova era democratica nella politica greca, dichiarò che le elezioni si sarebbero tenute nel novembre 1974, appena quattro mesi dopo il crollo del regime dei colonnelli. Inoltre, Karamanlis volle distinguere tra l'estrema destra, screditata dalla sua associazione con la giunta, e la legittima destra politica. I processi alla giunta e le conseguenti severe condanne ai suoi principali membri furono un forte segnale che la destra parlamentare disapprovava l'usurpazione del potere con l'utilizzo di metodi extra-costituzionali. Allo stesso tempo, Karamanlis si ritirò dalla parte militare della NATO e sollevò interrogativi sulle basi militari degli Stati Uniti in Grecia, inviando un forte segnale che l'orientamento della Grecia fino a quel momento fortemente filo-occidentale non sarebbe stato più assunto come un dato di fatto, e per indicare il dispiacere della Grecia per l'inerzia dei suoi alleati durante l'invasione turca di Cipro. Karamanlis segnalò anche l'indebolimento della dipendenza della Grecia dagli Stati Uniti dando priorità all'ascesa della Grecia nell'Unione Europea, che era stata congelata durante gli anni della giunta, e riuscendoci. Il suo slogan durante la sua campagna per promuovere l'adesione della Grecia all'Unione europea fu "La Grecia appartiene all'Occidente".
La durata relativamente breve della dittatura greca rispetto alle sue omologhe in Spagna e Portogallo che durava da decenni, facilitò una rapida transizione al governo democratico. Il disastro di Cipro rafforzò anche le forze democratiche, compresi gli ufficiali democratici dell'esercito greco che contribuirono alla democratizzazione delle forze armate post-metapolitefsi. Il governo di Karamanlis annullò la costituzione della giunta del 1968 e la sostituì con la legge fondamentale del 1952 modificata con la disposizione che la nomina dei capi militari in posizioni strategiche doveva essere effettuata da un governo civile. Nelle elezioni parlamentari del novembre 1974, Karamanlis con il suo partito conservatore appena formato, non a caso chiamato Nuova Democrazia (Νέα Δημοκρατία, traslitterato come Nea Demokratia) ottenne una massiccia maggioranza parlamentare e fu eletto Primo Ministro. Le elezioni furono presto seguite dal referendum del 1974 sull'abolizione della monarchia e l'istituzione della Terza Repubblica Ellenica.
Nel gennaio del 1975 i membri della giunta vennero formalmente arrestati e ai primi di agosto dello stesso anno il governo di Konstantinos Karamanlis presentò le accuse di alto tradimento e di ammutinamento contro Georgios Papadopoulos e diciannove altri corresponsabili della giunta militare. Il processo di massa, descritto come "la Norimberga greca", fu allestito nella prigione di Korydallos sotto rigide misure di sicurezza e venne trasmesso in televisione. Mille soldati armati di mitra assicurarono la sicurezza. Le strade che portavano al carcere erano pattugliate da carri armati. Papadopoulos e Ioannides furono condannati a morte per alto tradimento. Queste condanne furono poi commutate in ergastolo dal governo di Karamanlis. Questo processo fu seguito da un secondo processo incentrato sugli eventi della rivolta del Politecnico di Atene.
Un piano per concedere l'amnistia ai capi della giunta da parte del governo Konstantinos Mitsotakis nel 1990 fu annullato dopo le proteste di conservatori, socialisti e comunisti. Papadopoulos morì in ospedale nel 1999 dopo essere stato trasferito da Korydallos mentre Ioannides rimase in carcere fino alla sua morte nel 2010.
L'adozione della Costituzione del 1975 da parte del neoeletto parlamento ellenico solennizzò la nuova era del governo democratico. La commissione parlamentare che propose la bozza costituzionale era presieduta da Costantino Tsatsos, un accademico, ex ministro e amico intimo di Karamanlis, che fu il primo presidente eletto della Grecia (dopo la metapolitefsi) dal 1975 al 1980.

### Primi anni dopo la transizione
La Nuova Democrazia di Karamanlis continuò a vincere agilmente le prime elezioni libere post-giunta nel 1974 con 220 seggi su 300, con l'Unione di Centro che guadagnò 60 seggi, il PASOK 12 di Andreas Papandreou, mentre la Sinistra Unita entrò in parlamento con 8 seggi. La grande vittoria di Karamanlis nel 1974 dimostrò un grande cambiamento nella politica greca, senza dare motivo di azione agli elementi della giunta relativamente inattivi, ma ancora pericolosi. Tre anni dopo, con la crisi del 1974 sempre più sullo sfondo, il comodo margine di Nuova Democrazia si ridusse nelle elezioni parlamentari greche del 1977, a causa di un crescente spostamento della politica greca verso sinistra. Karamanlis continuò a essere primo ministro fino al 10 maggio 1980, quando gli successe Tsatsos come presidente della Grecia e in seguito coabitò per quattro anni (1981-1985) con il suo feroce avversario politico e leader del PASOK, il partito socialista greco, il primo ministro Andreas Papandreou.
Le opinioni politiche e sociali esposte dal PASOK erano in antitesi alle politiche di centrodestra seguite dal governo conservatore di ND (1974-1981). Secondo Ino Afentouli, l'espressione politica della metapolitefsi, ovvero l'avvento al potere di un leader conservatore come Karamanlis, non corrispondeva ai cambiamenti avvenuti nel frattempo nella società greca. Pertanto, questa corrente si oppose spesso ai governi di ND, disdegnava la vecchia élite politica centrista espressa dall'Unione di Centro - Nuove Forze (e dal suo leader Georgios Mavros) e spinse l'ascesa al potere del PASOK e di Papandreou nelle elezioni del 1981. Dal 1974 Papandreou contestò le scelte di Karamanlis e si oppose al suo ruolo dominante nella definizione della democrazia post-1974, mentre altre forze politiche dell'opposizione, come l'Unione di Centro - Nuove Forze e l'EDA occasionalmente gli offrirono un supporto inconsistente, specialmente durante il 1974-1977.
Nelle elezioni del 1981 Papandreou usò come slogan "cambiamento" come motto (greco: αλλαγή). Alcuni analisti, tra cui Afentouli, considerano la vittoria del PASOK sotto Papandreou come il culmine della metapolitefsi del 1974, dato che la caduta della giunta non era stata accompagnata dall'ascesa di nuovi poteri politici, ma piuttosto dalla ripresa del potere da parte della vecchia guardia di politici.
Tuttavia Karamanlis è riconosciuto per il suo riuscito ripristino della democrazia e la riparazione dei due grandi scismi nazionali legalizzando inizialmente il Partito comunista e stabilendo in Grecia il sistema della democrazia presidenziale. Il successo del suo perseguimento nei confronti della giunta durante i processi e le pesanti condanne inflitte ai suoi capi hanno anche inviato un messaggio all'esercito che l'epoca dell'immunità per le violazioni costituzionali da parte dei militari era finita. Si riconosce anche che la politica di integrazione europea di Karamanlis pose fine al rapporto paternalistico tra Grecia e Stati Uniti.